# Rubulavirinae
Rubulavirinae è una sottofamiglia di virus di vertebrati a singolo filamento negativo di RNA, appartenente all'ordine Mononegavirales, famiglia Paramyxoviridae. La specie tipo è il virus della parotite epidemica. Fino al 2018 era un genere della sottofamiglia Paramyxovirinae (ora chiamata Orthoparamyxovirinae), e aveva il nome scientifico di Rubulavirus.

## Caratteristiche virali

### Morfologia
Al microscopio elettronico i virioni dei virus del genere Rubulavirus appaiono di forma pleiomorfa (soprattutto sferica o filamentosa), costituiti da un nucleocapside allungato con simmetria elicoidale avvolti da pericapside lipidico, sensibile all'etere e contenenti una matrice virale. I virioni misurano circa 150-250 nm di diametro e 1000-10000 nm di lunghezza. Sulla superficie esterna del rivestimento lipidico sono visibili delle proiezioni lunghe circa 9-15 nm e distanziate l'una dall'altra 7-10 nm: sono identificate con due glicoproteine virali: Emoagglutinina (H) e proteine di fusione (F). Il nucleocapside ha lunghezza di 600-800 nm, larghezza di 18 nm, mentre il passo della spirale elicoidale è di 5,5 nm.

### Proprietà chimico-fisiche
I virus del genere Rubulavirus sono virus ad RNA a singolo filamento negativo contenenti 15200-15900 nucleotidi; occasionalmente può essere rinvenuto anche RNA a singolo filamento positivo. I virioni hanno una densità di flottazione in CsCl di 1,18-1,2 g/cm−3. L'RNA virale costituisce solo lo 0,5% in peso della particella infettiva. Il genoma virale codifica sia per proteine strutturali che per proteine non strutturali. I lipidi del pericapside costituiscono il 20-25% in peso del virione e sono di composizione identica a quelli della membrana cellulare della cellula ospite, dalla quale sono infatti originati.

## Genoma
I rubulavirus appartengono alla famiglia Paramyxoviridae caratterizzata dalla condivisione di un genoma costituito da sei geni:
(Paramyxoviridae): 3'-NP-P/C/V-M-F-H/HN/G-L-5'
Due specie della sottofamiglia, il virus parotitico (Mumps orthorubulavirus) e il virus parainfluenzale 5 (Mammalian orthorubulavirus 5), appartenenti al genere Orthorubulavirus, tuttavia, si differenziano dagli altri membri di Rubulavirinae perché possiedono un ulteriore gene che codifica per la piccola proteina idrofobica SH: 
3'-NP-P/V-M-F-SH-HN-L-5'
dove:
- NP - gene per la nucleoproteina NP la quale permette di formare nucleocapsidi a simmetria elicoidale resistenti alle RNAsi
- P/V - gene P che codifica due fosfoproteine (P, C e V)[8]
- M - gene per la proteina di matrice
- F - gene per la glicoproteina virale F (di fusione), la quale interagisce con lo strato di proteine della matrice virale sulla superficie interna della membrana virale
- SH - gene che codifica per una proteina idrofobica di membrana, la cui funzione non è nota
- HN - glicoproteina virale emoagglutinina-neuramminidasi responsabile dell'agglutinazione delle emazie di pollo o, in minor misura, degli eritrociti umani di gruppo 0 (negli altri membri di Paramyxovirinae è detta "proteina G", proteina di adsorbimento)
- L - gene per la proteina di maggiori dimensioni (L = large)

## Tassonomia
La sottofamiglia Rubulavirinae è così suddivisa:
- Genere Orthorubulavirus
  - Human orthorubulavirus 2 (HPIV-2, Virus parainfluenzale umano 2)[10]
  - Human orthorubulavirus 4 (HPIV-4, Virus parainfluenzale umano 4)[11]
    - Human orthorubulavirus 4a (HPIV-4a, Virus parainfluenzale umano 4a)
    - Human orthorubulavirus 4b (HPIV-4b, Virus parainfluenzale umano 4b)

  - Mammalian orthorubulavirus 5 (PIV5, Virus parainfluenzale 5; un tempo noto come Simian virus 5, Virus delle scimmie 5)[12]
  - Mammalian orthorubulavirus 6
  - Mapuera orthorubulavirus (MPRV)[13]
  - Mumps orthorubulavirus (MuV, virus della parotite epidemica)[14] - specie tipo
  - Porcine orthorubulavirus (PoRV, Rubulavirus porcino)[15]
  - Simian orthorubulavirus (SV-41, Virus delle scimmie 41)
- Genere Pararubulavirus
  - Achimota pararubulavirus 1
  - Achimota pararubulavirus 2
  - Hervey pararubulavirus
  - Menangle pararubulavirus - specie tipo
  - Sosuga pararubulavirus
  - Teviot pararubulavirus
  - Tioman pararubulavirus
  - Tuhoko pararubulavirus 1
  - Tuhoko pararubulavirus 2
  - Tuhoko pararubulavirus 3